# Deisswil bei Münchenbuchsee
Deisswil bei Münchenbuchsee es una comuna suiza del cantón de Berna, situada en el distrito administrativo de Berna-Mittelland. Limita al norte con la comuna de Zuzwil, al este con Jegenstorf y Wiggiswil, al sur con Münchenbuchsee, y al oeste con Rapperswil.
Hasta el 31 de diciembre de 2009 situada en el distrito de Fraubrunnen.

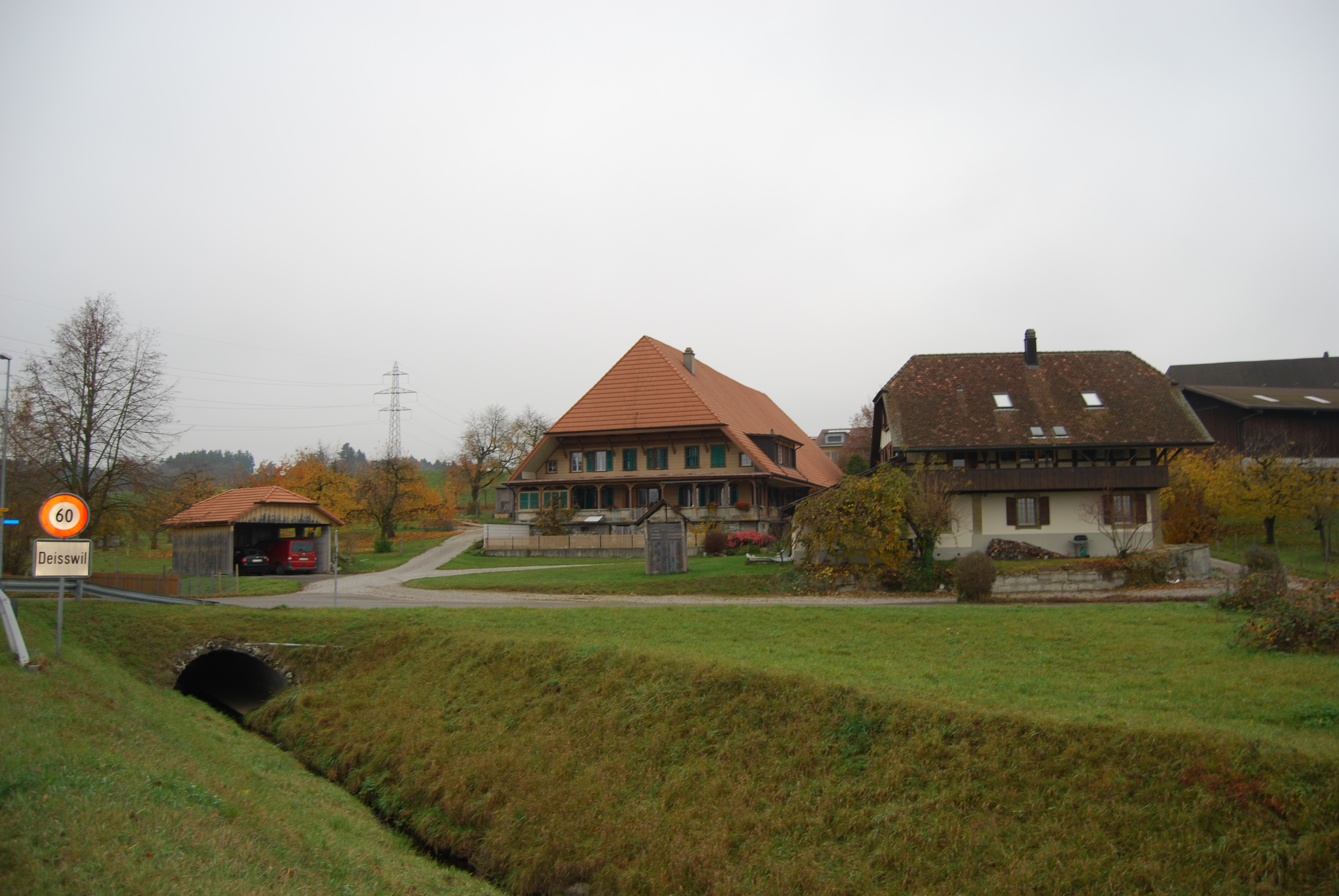
Deisswil bei Münchenbuchsee